# Alexandre Millerand
Alexandre Millerand (10. februar 1859 – 7. april 1943) var Frankrigs præsident i 1920-24.
Han var også premierminister i 1920.
- Wikimedia Commons har flere filer relateret til Alexandre Millerand